# 竇納樂
陸軍上校竇納樂爵士，GCMG，GCVO，KCB，PC（1852年6月12日—1915年9月10日），英國外交官，因其在中國（清朝）以及日本的工作而著名。

## 生平
竇納樂就讀於拉特蘭的阿賓漢姆學校（Uppingham School）和倫敦的桑德赫斯特皇家軍事學院，是一位軍人外交家，1872年任官後進入第七十四（高地）步兵團（74th (Highland) Regiment of Foot）服役。但竇納樂就形自己是一位「軍人局外者」（soldier-outsider），因為他比較關心於英國外交部的事。
他的早期事業是源自於非洲，在1882年的英埃戰爭中服役。1887年至1889年期間，竇納樂成為駐桑給巴爾總領事，其後派駐西非服務。

## 外交生涯

### 中國及韓國公使
1896年4月24日，竇納樂出任英國駐大清國公使，同時兼任1896年至1898年的駐朝鮮國公使。
在與中國的事務中，竇納樂成功令清政府租借出威海衛，又為英國的商團取得包括廣九鐵路在內等五條鐵路的建築承辦權合同。另外，在其推動之下確保了《展拓香港界址專條》的簽署，令英國順利由清廷租借新界。

#### 馬繼業-竇訥樂線
1899年，竇納樂制訂了一份關於中國和英屬印度，在喀喇崑崙山脈及克什米爾的新劃界建議，即是所謂的馬繼業-竇訥樂線。這條界線在其後成為了中巴的喀喇崑崙走廊，以及中印的麥克馬洪線的基礎。

#### 義和團運動
1900年5月27日，中國發生義和團運動，三萬拳民佔領涿州。
身為軍人的竇納樂感到使館區有危險，5月28日要求泊在大沽附近的17艘外國戰船增援，並作為總指揮領導東交民巷的使館抵抗義和團圍攻，其間與親英派日軍中佐柴五郎合作無間。

### 日本公使及大使
1900年8月25日，竇納樂與原來的駐日公使薩道義對調了職務，成為英國駐日公使，竇納樂主持東京使館期間是英日關係的蜜月時期。
1902年1月30日，第一次英日同盟盟約在倫敦由英國外交大臣第五代蘭斯多恩侯爵（5th Marquess of Lansdowne）及日本駐英公使林董簽署，而在1905年及1911年的兩次盟約續簽，竇納樂都以駐日代表的身份參與其中。1905年駐日公使升級為大使，成為英國首任駐日大使，1912年離任。
1906年成為英國樞密院委員。

## 註腳
1. ↑  Nish, Ian. (2004). British Envoys in Japan 1859-1972, pp. 94-102.
2. 1 2  《英國國家人物傳記大辭典》
3. ↑  D.C., 1921-1922, Korean Mission to the Conference on the Limitation of Armament, Washington. . U.S. Government Printing Office. 1922: 32  [2024-08-19]. （原始内容存档于2024-03-01） （英语）.
4. ↑  廣州鐵路（集團）公司史志編委會. . 北京: 中國鐵道出版社. 2002. ISBN 7-113-03637-6.
5. ↑  . www.rediff.com.   [2024-08-19]. （原始内容存档于2024-09-27）.
6. ↑  Robert K. Massie: Dreadnought ISBN 978-0-345-37556-8

## 外部連結
- UK in Japan, Chronology of Heads of Mission （页面存档备份，存于）

| 政府职务                     | 政府职务                                        | 政府职务                                        |
| ---------------------------- | ----------------------------------------------- | ----------------------------------------------- |
| 前任者： 宝克乐 （署理公使） | 英國駐大清國公使 1896年—1900年                  | 繼任者： 薩道義                                 |
| 前任者： 宝克乐 （署理公使） | 英國駐朝鮮國公使 （駐清公使兼任） 1896年—1898年 | 朝鮮國改為大韓帝國， 頭銜改為英國駐大韓帝國公使 |
| 前任者： 薩道義              | 英國駐日本公使 1900年—1905年                    | 頭銜改為大使                                    |
| 頭銜改自公使                 | 英國駐日本大使 1905年—1912年                    | 繼任者： 格林爵士                               |